# Mudbidri
Mudbidri é um cidade no distrito de Dakshina Kannada, no estado indiano de Karnataka.

## Geografia
Mudbidri está localizada a 13° 05′ N, 74° 59′ L. Tem uma altitude média de 147 metros (482 pés).

## Demografia
Segundo o censo de 2001, Mudbidri tinha uma população de 25 710 habitantes. Os indivíduos do sexo masculino constituem 48% da população e os do sexo feminino 52%. Mudbidri tem uma taxa de literacia de 79%, superior à média nacional de 59,5%: a literacia no sexo masculino é de 82% e no sexo feminino é de 76%. Em Mudbidri, 10% da população está abaixo dos 6 anos de idade.